# レスリー・ボーム
レスリー・ボーム（レスリー・ボーエン、レスリー・ボーエム、Leslie Bohem or Les Bohem、 1950年 - ）はアメリカ合衆国の映画・テレビの脚本家。父親のエンドレ・ボーム（またはエンダー・ボーム、Endre Bohem）も脚本家だった。
主な作品には以下のようなものがある。
- ボディ・ターゲット（1993年）
- デイライト（1996年）
- ダンテズ・ピーク（1997年）
- TAKEN（テレビシリーズ、2002年 ）
- アラモ（2004年）

1980年代には、スパークスやグリーミング・スパイアーズ（Gleaming Spires）というバンドでベーシストをやっていた。

## 著作
- テイクン（上）（下） - 原案：ボーム、著：トマス・H・クック、日本語訳：富永和子（竹書房文庫）
- デイライト - 名作映画完全セリフ集 - 日本語訳：高瀬文広、八尋春海、八尋真由実（フォーイン。スクリーンプレイ・シリーズ）